# Jean-Pierre Bacri
Jean-Pierre Bacri (Bou Ismaïl, 24 de mayo de 1951-París, 18 de enero de 2021) fue un actor y guionista francés que a menudo trabajó en colaboración con Agnès Jaoui. 

## Biografía
Jean-Pierre Bacri proviene de una familia judía en Argelia. Llegó con sus padres a Cannes en 1962, estudió en el Lycée Carnot, donde conoce a Cyril de La Patellière. Tenía como objetivo convertirse en profesor de francés y latín. Pero a los 25 años, Jean-Pierre Bacri se traslada a París y decide trabajar en publicidad.
Una de sus primeras apariciones en el cine fue en Subway (1985) del director Luc Besson, donde trabajó con Isabelle Adjani.
En 1987 actuó en la obra de teatro La fiesta de cumpleaños de Harold Pinter, donde conoció a la actriz Agnès Jaoui. A partir de entonces iniciaron una relación afectiva y de colaboración artística que se extendió por más de tres décadas.
A lo largo de su carrera ganó cuatro premios César, tres de ellos en la categoría de mejor guion original o adaptación, por películas que escribió junto a Jaoui, y uno en la categoría de mejor actor secundario, por su trabajo en On connaît la chanson (1997).
Falleció el 18 de enero de 2021 a los 69 años, debido a un cáncer.